# Yaquina Head Lighthouse
O Yaquina Head Light, também conhecido inicialmente como Farol Cape Foulweather, é um farol na costa de Oregon, nos Estados Unidos, estabelecido em 1873. Ele está localizado no Condado de Lincoln, próximo à foz do Rio Yaquina, perto de Newport, em Yaquina Head. A torre tem 93 pés (28 metros) de altura e é o farol mais alto de Oregon. Foi um elemento do filme O Chamado. Na ficção seu nome era "Farol da Ilha Moesko".

## História
Feito em Paris em 1868 e enviado para Oregon, o Farol Yaquina Head foi aceso pela primeira vez em 20 de agosto de 1873 e automatizado em 1966. Atualmente, está ativo com uma característica de luz identificadora de dois segundos acesa, dois segundos apagada, dois segundos acesa e 14 segundos apagada.
Uma moradia de dois andares para os guardiões foi construída quando a torre do farol e sua casa de óleo adjacente foram construídas. Em 1923, uma casa de um andar para os guardiões foi adicionada a uma curta distância a leste. Em 1938, um edifício de um andar substituiu a moradia original de dois andares. Ambas as moradias e todos os anexos (um galpão, uma garagem, etc.) foram então demolidos em 1984. O espaço agora é uma área gramada.
O Farol Yaquina Head geralmente tinha três guardiões sob o Serviço de Faróis dos Estados Unidos; um Guardião-Chefe, e o Primeiro e Segundo Assistentes. O Guardião-Chefe e o Primeiro Assistente geralmente ficavam na moradia de dois andares com suas famílias, enquanto o Segundo Assistente era geralmente solteiro. Em 1939, a Guarda Costeira dos Estados Unidos assumiu a gestão. Durante a Segunda Guerra Mundial, 17 militares foram destacados em Yaquina Head para ficar de olho em navios inimigos.

O farol ainda usa sua lente de Fresnel original de 1868, de 1ª ordem, feita na França, visível a 19 milhas náuticas (31 km) mar adentro. Em 1993, o farol foi listado no Registro Nacional de Lugares Históricos.
1. ↑  «Yaquina Head Lighthouse». www.oregonencyclopedia.org (em inglês). Consultado em 24 de julho de 2023
2. 1 2 3  «Wayback Machine». web.archive.org. 22 de maio de 2021. Consultado em 24 de julho de 2023